# Taraxacum luteoviride
Taraxacum luteoviride — вид квіткових рослин з родини айстрових (Asteraceae). Вид зростає в Європі: Данія, Німеччина, Польща; це багаторічна рослина помірних біомів.